# Une assistante presque parfaite
Une assistante presque parfaite ou Trop parfaite au Québec (The Perfect Assistant) est un téléfilm canadien réalisé par Douglas Jackson et diffusé aux États-Unis le 20 janvier 2008 sur Lifetime.

## Synopsis
Rachel a tout de la parfaite assistante mais à force de travailler avec son patron, David, elle tombe amoureuse de lui.
Elle devient peu à peu obsédée par l'idée de fonder une famille avec lui mais il en a déjà une.

## Fiche technique
- Titre français : Une assistante presque parfaite
- Titre québécois : Trop parfaite
- Titre original : The Perfect Assistant
- Réalisation : Douglas Jackson
- Scénario : Christine Conradt
- Musique : Richard Bowers
- Pays d'origine :  Canada
- Langue originale : anglais
- Durée : 91 minutes

## Distribution
- Josie Davis (VF : Ariane Deviègue / VQ : Nathalie Coupal) : Rachel Partson
- Chris Potter (VF : Jean-Pierre Michaël / VQ : François Trudel) : David Wescott
- Rachel Hunter (VF : Karine Texier / VQ : Julie Beauchemin) : Judith Manion
- Veronique-Natale Szalankiewicz (VF : Colette Narella-Wurmser / VQ : Célia Gouin-Arsenault) : Isabelle Wescott
- Jason Harper (VF : Vincent Nemeth / VQ : Tristan Harvey) : Wally
- Deborah Pollitt (VF : Françoise Henry Cumer / VQ : Claudia-Laurie Corbeil) : Nora
- Sophie Gendron (VF : Marjorie Frantz / VQ : Anne Bédard) : Mary-Beth
- Samantha Kaine : Lara Steeves
- Ian M. Watson (VQ : Benoit Éthier) : Grady Bransen
- Paul Hopkins (en) (VQ : Daniel Roy) : John Price
- Jennifer Marcil (VQ : Viviane Pacal) : Carol Wescott
- Martina Adamcová (VQ : Catherine Hamann) : Neana Dobra
- Caitie Campo : Rachel, jeune

- Version française
  - Studio de doublage : Nice Fellow
  - Direction artistique : Christèle Wurmser
  - Adaptation des dialogues : Marie-Dominique Laurent

Source et légende : Version française (VF) selon le carton du doublage français télévisuel / Version québécoise (VQ) sur Doublage Québec.